# Linaria spartea
Linaria spartea é uma espécie de planta com flor pertencente à família Scrophulariaceae. 
A autoridade científica da espécie é (L.) Chaz., tendo sido publicada em Supplement au Dictionaire des Jardiniers 2: 38. 1790.
Os seus nomes comuns são ansarina-dos-campos, avelino ou linária-do-esparto.

## Portugal
Trata-se de uma espécie presente no território português, nomeadamente em Portugal Continental.
Em termos de naturalidade é nativa da região atrás indicada.

## Protecção
Não se encontra protegida por legislação portuguesa ou da Comunidade Europeia.